# Estornell de Waller
L'estornell de Waller (Onychognathus walleri) és una espècie d'ocell de la família dels estúrnids (Sturnidae). Es troba, de forma fragmentada al Camerun, Nigèria, República Democràtica del Congo, Uganda, Kenya, Ruanda, Burundi, Malawi, Zàmbia, Sudan del Sud i Tanzània. Habita els boscos tropicals i subtropicals de frondoses humits i de l'estatge montà i el seu estat de conservació es considera de risc mínim.
El nom específic de Waller fa referència al naturalista anglès Gerald Waller (fl. 1880).